# Orazio Fiume
Orazio Fiume (né le 16 janvier 1908 à Monopoli, mort le 21 décembre 1976 à Trieste) est un compositeur italien.

## Biographie
En « Composition (orchestre symphonique) », il remporte le Concours musical international Reine Élisabeth de Belgique en 1957.